# South Crosland
South Crosland är en by i distriktet Kirklees, i grevskapet West Yorkshire, i England. Byn är belägen 3 km från Huddersfield. South Crosland var en civil parish från 1866 till 1938 då den blev en del av Huddersfield, Meltham och Holmfirth. Denna civil parish hade 2 985 invånare år 1931. South Crosland var ett distrikt från 1894 till 1938 då den blev en del av Huddersfield, Meltham och Holmfirth. Byn nämndes i Domedagsboken (Domesday Book) år 1086, och kallades då Alter Crosland/Croisland.